# تاسما
تاسما (انگلیسی: Tasma) شرکت الکترونیک روس است، که در سال ۱۹۴۴ تأسیس شد.